# Mahilpur
Mahilpur là một thị xã và là một nagar panchayat của quận Hoshiarpur thuộc bang Punjab, Ấn Độ.

## Nhân khẩu
Theo điều tra dân số năm 2001 của Ấn Độ, Mahilpur có dân số 10.019 người. Phái nam chiếm 52% tổng số dân và phái nữ chiếm 48%. Mahilpur có tỷ lệ 77% biết đọc biết viết, cao hơn tỷ lệ trung bình toàn quốc là 59,5%: tỷ lệ cho phái nam là 80%, và tỷ lệ cho phái nữ là 73%. Tại Mahilpur, 10% dân số nhỏ hơn 6 tuổi.